# 軍人傷痍記章
軍人傷痍記章（ぐんじんしょういきしょう）は、日本軍の記章のひとつである。

## 概要
軍人傷痍記章令（昭和13年勅令第553号）の規定により陸海軍人（准軍人を含む）としての増加恩給または傷病賜金の受給権の確定した者に授与される徽章である。甲種と乙種の2種があり、甲種は戦闘またはこれに準じる公務に基因した傷病についての者に、乙種はその他の者に、授与される。暗色金属で准士官以上の者は桜花、文字、側面を金色、その他は銀色（楯をかたどったもの）。